# Hochschulrat (Türkei)
Der Yükseköğretim Kurulu, abgekürzt YÖK, ist das zentrale staatliche Kontrollgremium türkischer Hochschulen.

## Gründung
Der Hochschulrat wurde im Jahre 1981 gegründet nach der Maßgabe des Hochschulgesetzes Nr. 2547, das das Hochschulwesen nach den Vorstellungen der Militärregierung neu ordnete. Die Universitäten wurden entpolitisiert und der staatlichen Kontrolle unterworfen. Damit wurde die Autonomie und Selbstverwaltung abgeschafft, die den Hochschulen nach der Verfassung von 1961 zugestanden worden waren.

## Kompetenzen und Struktur
Die Aufgaben des Hochschulrates wurden auch in der Türkischen Verfassung von 1982 festgeschrieben. Der Rat ernennt die Dekane, schlägt Rektoren vor, kontrolliert die Haushalte der Universitäten, bestimmt den Lehrplan und entscheidet über das Aufnahmeverfahren der Studenten (ÖSS). Es war der Hochschulrat, der 1982 das Kopftuchverbot an türkischen Universitäten erließ. 2004 kam es zu einer Reform des Hochschulzugangs für Absolventen der Predigerschulen (Imam-Hatip-Schulen). Seit der Reform sind diese mit den Gymnasien gleichgestellt.
Die wichtigsten Instanzen des Hochschulrates sind:
- Der Generalrat (Genel Kurul)
- Der Vorsitzende (Başkan)
- Der Exekutivrat (Yürütme Kurulu)

Der Hochschulrat besteht aus 21 Mitgliedern, die jeweils zu einem Drittel vom Staatspräsidenten, vom Ministerrat und von den Hochschulen bestimmt werden. Bis zum Jahre 2004 bestimmte der Generalstab auch ein Mitglied des Hochschulrates.
Der Vorsitzende des Hochschulrates wird vom Staatspräsidenten bestimmt. Der Vorsitzende seit Ende 2011 ist Gökhan Çetinkaya, der von 2008 bis 2011 Gründungsrektor der privaten İstanbul Șehir Üniversitesi war. Sein Vorgänger als YÖK-Vorsitzender war von 2007 bis 2011 Yusuf Ziya Özcan.

## Säuberungswelle
Nach dem Putschversuch in der Türkei 2016 und der darauf folgenden Säuberungswelle bei Polizei, Justiz und Militär schickte der Hochschulrat Ende Juli 2016 vier Rektoren in den einstweiligen Ruhestand. Es hätten 1577 Leiter von Fakultäten oder Fachbereichen nach Aufforderung des YÖK vom Vortag „ihren Rücktritt eingereicht“. Der YÖK untersagte ferner jegliche Auslandsreisen im Rahmen des wissenschaftlichen Austausches.